# Chromatographie en phase inverse

Schéma simplifié de gel de silice avant et après traitement à l'octadécyltrichlorosilane

La chromatographie en phase inverse, ou plus précisément chromatographie de partage à polarité de phases inversée, est une méthode physico-chimique très utilisée en biochimie et visant à séparer les constituants d'un mélange en fonction de leur polarité. Les composés polaires sont récoltés en premier, à l'inverse d'une séparation par chromatographie classique. La base d'une phase inverse est une phase normale sur laquelle des chaînes alkyles (ou autres selon la polarité recherchée) ont été greffées au niveau des groupes silanols (end-capping). Cela revient à l'utilisation d’une phase mobile polaire et d’une phase stationnaire apolaire (hydrophobe). Ainsi, les composés les plus fortement retenus sont ceux non polaires, car leur attraction envers la phase stationnaire apolaire est la plus forte.

## Techniques
En général, la phase stationnaire est majoritairement composée de petites particules de silice sur lesquelles on a greffé des fonctions chimiques, le plus souvent de chaines alkyles à 8 ou 18 atomes de carbone.
Les fonctions silanols (Si-OH) qui subsistent engendrent des interactions hydrophiles parasites, qui rendent les résultats non reproductibles surtout pour les molécules basiques. Pour éviter cela, la surface de la silice est généralement recouverte par une fonction méthyle et les fonctions silanols ne sont plus libres mais sous la forme (Si-O-CH3), c'est cette étape que l'on appelle end-capping. Les fonctions chimiques utilisées pour le end-capping peuvent toutefois être de nature très diverses et les colonnes de dernières générations résistant à des pH extrêmes sont généralement "end-capped" avec des fonctions proposant une plus grande gène stérique, tel que le tert-butyle (Si-O-C(CH3)3).
La résolution du procédé dépend du taux de greffage (pourcentage de groupements silanols substitués par des groupements apolaires).
Cette phase est dite « inverse » car de polaire et hydrophile (sans les « greffes »), la phase stationnaire devient apolaire et hydrophobe.
| Mode de séparation | Phase stationnaire | Phase mobile |
| ------------------ | ------------------ | ------------ |
| Phase normale      | Polaire            | Non polaire  |
| Phase inverse      | Non polaire        | Polaire      |

## Applications
Aujourd’hui, en raison de sa bonne reproductibilité et de sa polyvalence, la chromatographie en phase inverse est utilisée dans environ 75 % des cas lorsqu'on utilise les méthodes Chromatographie en phase liquide à haute performance (HPLC)[réf. nécessaire].